# Vaceletia crypta
Vaceletia crypta (Vacelet, 1977) è una spugna dell'ordine Dictyoceratida. È l'unica specie del genere Vaceletia Pickett, 1982 che a sua volta è l'unico genere della famiglia Verticillitidae Steinmann, 1882.